# 국제경찰
"국제경찰"은 1976년에 개봉한 대한민국의 영화이다.

## 캐스팅
- 바비 김
- 나유
- 김지혜
- 김기주
- 진봉진
- 방수일
- 장일식
- 조영수
- 이해룡
- 김광일
- 조춘
- 박동룡
- 권오상
- 지용남
- 한명환
- 안진수
- 유종근
- 김기범
- 신부앙
- 최민규
- 정형진
- 박용팔
- 최형근
- 김정훈